# Hilton Head Island
Hilton Head Island is een plaats (town) in de Amerikaanse staat South Carolina, en valt bestuurlijk gezien onder Beaufort County.

## Demografie
Bij de volkstelling in 2000 werd het aantal inwoners vastgesteld op 33.862.
In 2006 is het aantal inwoners door het United States Census Bureau geschat op 33.838, een daling van 24 (-0,1%).

## Geografie
Volgens het United States Census Bureau beslaat de plaats een oppervlakte van 143,8 km², waarvan 108,9 km² land en 34,9 km² water.

## Plaatsen in de nabije omgeving
De onderstaande figuur toont nabijgelegen plaatsen in een straal van 24 km rond Hilton Head Island.